# Chieming
Chieming est une commune de Bavière (Allemagne), située dans l'arrondissement de Traunstein, dans le district de Haute-Bavière.

## Géographie

### Quartiers
| - Arlaching - Aufham - Außerlohen - Billing - Chieming - Egerer - Eglsee - Fehling - Grilling - Hart | - Hilleck - Holzmann - Hub - Ising - Kainrading - Kleeham - Knesing - Kötzing - Laimgrub - Lenglach | - Manholding - Meising - Neubauer - Oberhochstätt - Öd - Pfaffing - Pittersdorf - Schützing - Siedenberg - Storfling | - Stöttham - Tabing - Thauernhausen - Unterhochstätt - Wald - Weidach - Weidboden - Wimpersing |